# Wierchniaja Czupachina
Wierchniaja Czupachina (ros. Верхняя Чупахина) – wieś (ros. деревня, trb. dieriewnia) w zachodniej Rosji, w sielsowiecie olchowskim rejonu chomutowskiego w obwodzie kurskim.

## Geografia
Miejscowość położona jest nad rzeką Suchaja Amońka, 16 km od centrum administracyjnego sielsowietu olchowskiego (Olchowka), 26 km od centrum administracyjnego rejonu (Chomutowka), 97 km od Kurska.
W granicach miejscowości jest 9 posesji.

## Historia
Do czasu reformy administracyjnej w roku 2010 wieś Wierchniaja Czupachina wchodziła w skład sielsowietu niżnieczupachińskiego, który w tymże roku został (wraz z sielsowietami nadiejskim i bolszealeszniańskim) włączony w sielsowiet olchowski.

## Demografia
W 2010 r. miejscowość zamieszkiwało 5 osób.